# Osiem przywilejów
Osiem przywilejów (chiń. 八议; pinyin Bā Yì) – w tradycyjnym prawie chińskim osiem głównych przesłanek do złagodzenia kary za popełnione przestępstwo. Były to:
- pokrewieństwo z cesarzem (chiń. 议亲; pinyin Yì Qīn);
- długoletnia służba rodzinie cesarskiej (chiń. 议故; pinyin Yì Gù);
- zasługi dla państwa (w szczególności podbicie nowych terytoriów) (chiń. 议功; pinyin Yì Gōng);
- niesienie przykładu moralnego i dawanie dobrych rad (chiń. 议贤; pinyin Yì Xián);
- przydatność dla administracji i armii (chiń. 议能; pinyin Yì Néng);
- obowiązkowość (chiń. 议勤; pinyin Yì Qín);
- pochodzenie arystokratyczne lub pełnienie wysokiego stanowiska w administracji (chiń. 议贵; pinyin Yì Guì);
- bycie potomkiem wcześniejszych dynastii (chiń. 议宾; pinyin Yì Bīn).